# Auguste Victor Louis Verneuil

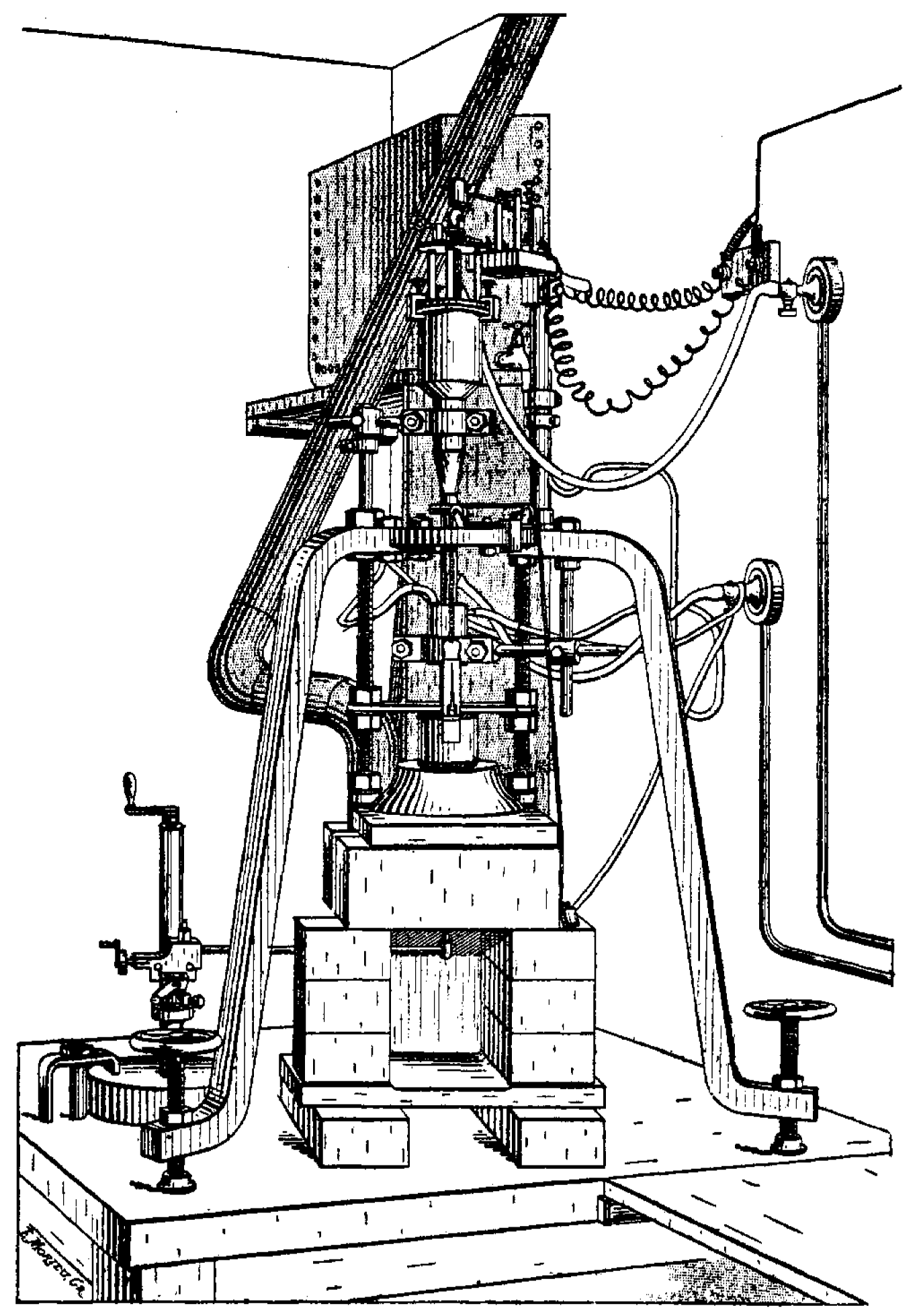
Forn usat per Verneuil per a sintetitzar robins fent servir el procés Verneuil

Auguste Victor Louis Verneuil (Dunkirk, 3 de novembre de 1856 - París, 27 d'abril de 1913) va ser un químic francès inventor del primer procés viable per produir industrialment pedres precioses.
L'any 1902 va descobrir el procés de "fusió amb flama", actualment anomenat Procés de Verneuil, que encara es fa servir per produir corindons artificials o robins.

## Biografia
Quan tenia 17 anys el químic Edmond Frémy el va acceptar com ajudant de laboratori. Verneuil es va doctorar l'any 1886. Va ser professor durant 13 anys del Museu d'Història Natural de París.